# Бернардус ван Бик
Бернардус ван Бик (30 января 1875 года, Амстердам — 3 марта 1941 года, деревня Кортенхоф (Kortenhoef)) — голландский художник пейзажист.
Бернардус ван Бик принадлежал к художественной школе Кортенхофа, которая являлась частью Гаагской школы живописи и? таким образом, он рисовал в традициях Барбизонской школы. Его творчество оказало влияние на импрессионистов Амстердама.

## Жизнь и творчество
Бернардус ван Бик вначале работал со своим отцом как художник-декоратор. Впоследствии он учился в школе искусств и ремесел. Затем продолжил своё художественное образование.
Бернардус ван Бик жил и работал в различных местах Северной Голландии. Сначала он до 1907 года жил и работал в Katwijk aan Zee, затем у него была студия в Амстердаме. С 1911 года он отправился в деревню Kortenhoef (Wijdemeren), где оставался до 1931 года. Наконец, его скитания закончились во Вриланде (Vreeland) (Stichtse Vecht), где он работал в качестве художника до своей смерти в 1941 году в возрасте 66 лет.
В Kortenhoef, он встретил художника Павла Габриэла (Gabriлl Paul Gabriël), который имел большое влияние на его раннее творчество. Под его влиянием нарисованы картины, такие как Водяная Лилия, Пейзажи в Польдере. 
Познакомился Бернардус ван Бик и с художниками Evert Pieters и Jan Hillebrand Wijsmuller. Эти мастера Гаагской школы оказали значительное влияние на стиль живописи Бернардуса ван Бика.
В своей палитре художник выбирал среду с ярким цветом. Этой традиции придерживались художники Гаагской школы 2-го поколения. Даже зимой в их картинах нет обычной тьмы. Светимость в полотнах выражается выбранной цветовой гаммой в сочетании с мокрой техникой в манере письма. Это является результатом специального выбора поверхности холста и пигментов для подкладки. В изображениях города он ориентируется на манеру письма Яна Вермеера (1632—1675). Это видно по его картинам «Улицы Дельфта» и «Геррит Беркхейде».

## Творчество
Бернардус ван Бик варьировал жанры картин от пейзажной живописи со сценами летних пейзажей до изображения города. В натюрморте он в первую очередь изображает цветы. Классическая тема изображения ветряной мельницы показана в стиле Jan Hendrik Weissenbruch (1824—1903) и Павла Габриеля (1828—1903). Известны пейзажные картины художника окрестностей деревни Кортенхоф (Kortenhoef). В его картинах присутствует и рыболовная тема.
В 1920-х годах Бернардус ван Бик открыл для себя яркий, светлый образ в цветовой палитре. Здесь он следует за Ян Вермеером.
Бернардус ван Бик был также фотографом-любителем.
Скончался художник в 1941 году во Вриланде в возрасте 66 лет.

## Экспозиции
- 1903 Stedelijke internationale tentoonstelling van kunstwerken van levende meesters, Stedelijk Museum, Amsterdam.
- 1907 Stedelijke internationale tentoonstelling van kunstwerken van levende meesters, Stedelijk Museum, Amsterdam.
- 1912 Stedelijke internationale tentoonstelling van kunstwerken van levende meesters, Stedelijk Museum, Amsterdam.

## Избранная библиография

### Книги
- Carole Denninger-Schreuder: De onvergankelijke kijk op Kortenhoef : een schilderdorp in beeld, uitgeverij Thoth Bussum, 1998, ISBN 90-6868-215-6, page 78 — 82.

## Галерея
- Улица в Брюгге (около 1910г.).
- Дом в городе (около 1920).
- Voorburgwal (около 1920).
- Фермерский дом (около 1920).
- Пешеходный мост возле Kortenhoef (около 1910).
- Дом около воды (около 1920).
- Кувшинки рядом с Kortenhoef (около 1920).
- Рыбалка около Kortenhoef (около 1920).